# الاقتصادیه
الاقتصادیه (عربی: الاقتصادية)؛ (انگلیسی:Al Eqtisadiah) روزنامه منتشر شده توسط شرکت تحقیقاتی و انتشارات عربستان سعودی است. این روزنامه به زبان عربی منتشر شده‌است. این روزنامه در دسامبر ۱۹۹۲ در ریاض شروع به انتشار کرد که تمرکز اصلی آن روی اخبار و تحلیل‌های اقتصادی و تجاری است. این روزنامه پوشش خبری از اخبار تجاری و اقتصادی منطقه با گزیده‌های ترجمه شده از نشریات تجاری بین‌المللی برجسته، از جمله فایننشال تایمز، هاروارد بیزینس ریویو، اینساید و فرانکفورتر آلگماینه زایتونگ تکمیل می‌کند، و تحقیق، تحلیل و تفسیر رویدادهای اقتصادی و تجاری محلی، منطقه‌ای و بین‌المللی خود را ارائه می‌دهد. این روزنامه به‌طور خاص متخصصان حوزه اقتصادی و مالی، سرمایه‌گذاران و مقامات ارشد دولتی در عربستان سعودی و کشورهای شورای همکاری خلیج فارس را هدف قرار می‌دهد. این روزنامه تیراژ خود را بالا برده و گسترش پوشش جغرافیایی خود به کشورهای شورای همکاری خلیج فارس را گسترش داده تا پایگاه خوانندگان روزنامه را گسترش دهد. روزنامه الاقتصادیه به عنوان روزنامه سعودی و منطقه‌ای که منحصراً روی اخبار اقتصادی و تجاری تمرکز دارد و به تحلیل آن می‌پردازد، در حال حاضر تنها روزنامه تخصصی اخبار مالی و تجاری در پادشاهی است.

## بخش‌های روزنامه
این روزنامه شامل چندین بخش است که مهم‌ترین آنها، آخرین اخبار، بازارهای مالی، فایننشال تایمز (که حاوی مهم‌ترین مقالات و اخبار ترجمه شده از آن روزنامه بین‌المللی است) و گزارش‌های محلی و املاک است.